# Carles Busquet i Morant
Carles Busquet i Morant († Barcelona, 23 de desembre de 1987) fou un militar català, heroi de la Segona Guerra Mundial. Durant la guerra civil espanyola fou delegat governatiu de la Generalitat de Catalunya a Girona. En acabar la guerra marxà a França, i en esclatar la Segona Guerra Mundial s'enrolà en la Legió Estrangera Francesa, amb la qual formà part del cos expedicionari que va combatre la Wehrmacht en la batalla de Narvik (Noruega) el 1940. Hi fou condecorat pel seu heroisme.
Els supervivents del seu grup foren enviats a Anglaterra, on es va allistar a la Spanish Company Number One (NOSC), però el 1941 fou reclutat per l'Special Operations Executive (SOE), i des d'aleshores actuà com a agent infiltrat en vaixells de la marina amb la finalitat de controlar la presència d'agents enemics o col·laboracionistes a Irlanda, el Brasil i el Canadà, alhora que contactava amb membres de la Resistència a França i Bèlgica.
En acabar la guerra fou condecorat pels seus serveis. Va viure molts anys a Londres, on va col·laborar amb el Casal Català de Londres. A la seva mort, la seva família va fer donació de la seva documentació i condecoracions, que han estat dipositats al Parlament de Catalunya.